# Dick Savitt
Dick Savitt, właśc. Richard Savitt (ur. 4 marca 1927 w Bayonne, zm. 6 stycznia 2023 w Nowym Jorku) – amerykański tenisista, zwycięzca mistrzostw Australii i Wimbledonu w grze pojedynczej, reprezentant kraju w Pucharze Davisa.

## Kariera tenisowa
Praworęczny Amerykanin znany był głównie z silnych uderzeń z głębi kortu (zwłaszcza bekhendu), które umiejętnie wykorzystywał na szybkich nawierzchniach, dysponując także skutecznym serwisem. W 1950 po raz pierwszy znalazł się w czołowej dziesiątce krajowego rankingu amatorskiego. W kolejnym sezonie uzyskał szczytową dyspozycję, wygrywając mistrzostwa Australii i Wimbledon. W finale australijskiej imprezy pokonał w czterech setach reprezentanta gospodarzy Kena McGregora, zostając pierwszym amerykańskim triumfatorem od 1938, kiedy wygrał Don Budge. Na Wimbledonie Savitt, który uczestniczył w turnieju jako debiutant, został rozstawiony z szóstym numerem i skorzystał z porażek swoich głównych rywali – Frank Sedgman (nr 1. rozstawienia) uległ w ćwierćfinale Herbertowi Flamowi, Jaroslav Drobný odpadł w trzeciej rundzie z Brytyjczykiem Tonym Mottramem, obrońca tytułu Budge Patty poniósł porażkę w drugiej rundzie z Hamiltonem Richardsonem. Herbert Flam okazał się dla Savitta najtrudniejszym przeciwnikiem, kiedy w meczu półfinałowym był o krok od wyniku 2:0 w setach – prowadził 6:1, 5:1. Savitt zdołał ostatecznie wygrać drugiego seta 15:13, ostatecznie kończąc rywalizację w pięciu setach. W finale ponownie zmierzył się z McGregorem i tym razem wygrał bez straty seta.
W pozostałych turniejach wielkoszlemowych w 1951 Savitt również dochodził do dalekich rund – w mistrzostwach Francji odpadł w ćwierćfinale z późniejszym triumfatorem Jaroslavem Drobným, w mistrzostwach USA uległ w półfinale Vicowi Seixasowi. Wyniki te dały mu pozycję wicelidera zarówno w klasyfikacji amerykańskiej (za Seixasem), jak i nieoficjalnym rankingu światowym (za Sedgmanem). W 1952 w obronie wielkoszlemowych tytułów Savitt przegrał w półfinale mistrzostw Australii z McGregorem i w ćwierćfinale Wimbledonu z Mervynem Rose. W półfinale mistrzostw USA był w 1950 (przegrał z Arthurem Larsenem), w ćwierćfinale w 1952, 1956 i 1958. W 1956 odpadł z późniejszym zwycięzcą Kenem Rosewallem 4:6, 5:7, 6:4, 10:8, 1:6.
W grze podwójnej nie udało się Savittowi triumfować w imprezie wielkoszlemowej – był dwukrotnie w finale mistrzostw Francji w parze z Gardnarem Mulloyem, za każdym razem przegrywając z Kenem McGregorem i Frankiem Sedgmanem. Trzykrotnie wygrywał w grze pojedynczej halowe mistrzostwa USA, w 1952 pokonując w finale Billa Talberta 6:2, 6:3, 6:4, w 1958 Budge’a Patty’ego 6:1, 6:2, 3:6, 12:10, w 1961 ówczesnego lidera rankingu amerykańskiego Whitneya Reeda 6:2, 11:9, 6:3. Savitt wystąpił jeszcze w dwóch finałach tego turnieju, w 1959 przegrywając z pochodzącym z Peru Alexem Olmedo 9:7, 3:6, 4:6, 7:5, 10:12.
Savitt, absolwent Uniwersytetu Cornella, w składzie amerykańskiej reprezentacji daviscupowej znalazł się w 1951, i to w meczach z mniej wymagającymi rywalami (Japonią i Kanadą). Bilans jego występów to trzy singlowe wygrane, bez porażki. Zabrakło go w przegranym finale z Australijczykami, w którym USA reprezentowali Vic Seixas, Ted Schroeder i Tony Trabert.
W 1976 Savitt został wpisany do Międzynarodowej Tenisowej Galerii Sławy. Uczestniczył w turniejach weteranów, zdobywając m.in. w 1981 mistrzostwo USA w kategorii „ojciec i syn” z synem Robertem.

### Finały w turniejach wielkoszlemowych

#### Gra pojedyncza (2–0)
| Końcowy wynik | Nr | Data             | Turniej                          | Nawierzchnia | Przeciwnik   | Wynik finału       |
| ------------- | -- | ---------------- | -------------------------------- | ------------ | ------------ | ------------------ |
| Zwycięzca     | 1. | 31 stycznia 1951 | Australian Championships, Sydney | Trawiasta    | Ken McGregor | 6:3, 2:6, 6:3, 6:1 |
| Zwycięzca     | 2. | 6 lipca 1951     | Wimbledon, Londyn                | Trawiasta    | Ken McGregor | 6:4, 6:4, 6:4      |

#### Gra podwójna (0–2)
| Końcowy wynik | Nr | Data           | Turniej                     | Nawierzchnia | Partner        | Przeciwnicy                | Wynik finału       |
| ------------- | -- | -------------- | --------------------------- | ------------ | -------------- | -------------------------- | ------------------ |
| Finalista     | 1. | 3 czerwca 1951 | French Championships, Paryż | Ceglana      | Gardnar Mulloy | Ken McGregor Frank Sedgman | 2:6, 6:2, 7:9, 5:7 |
| Finalista     | 2. | 1 czerwca 1952 | French Championships, Paryż | Ceglana      | Gardnar Mulloy | Ken McGregor Frank Sedgman | 3:6, 4:6, 4:6      |